# Espíritu Santo Morales
José del Espíritu Santo Morales Pérez (El cobre, Táchira, 1846 - San Cristóbal, Táchira, 1936), fue un militar y político venezolano que participó en la Guerra Federal a favor de los federalistas, y en 1936 fue designado como Presidente honorario del Partido Liberal del Táchira.

## Carrera política y militar
Espíritu Morales, más conocido como "El Patón" Morales, fue un militar y político venezolano de finales del siglo XVIII y principios del XIX, unido al bando federalista durante los combates de la Guerra Federal (1859-1863). En las siguientes décadas se destaca como jefe y virtual Caballo Doctrinario del partido Liberal del Táchira. En 1884 es nombrado Prefecto de San Cristóbal, y le toca poner bajo arresto al joven Cipriano Castro, por un problema de índole familiar. La enemistad personal que existió entre Castro y Morales será una de las constantes de la vida política del Táchira de fines del siglo XIX.
A comienzo de 1886, Morales es gobernador del Táchira y posteriormente es nombrado Jefe de Fronteras, enfrentándose a una invasión promovida desde Colombia, dirigida por los generales Segundo Prato, Buenaventura Macabeo Maldonado y Carlos Rangel Garbiras, en la cual participa también el entonces Coronel Cipriano Castro.
En 1890, es miembro fundador del Centro Liberal del Táchira, y apoya la Revolución Liberal de Joaquín Crespo en el Táchira, enfrentándose nuevamente a las fuerzas gubernamentales comandadas por Cipriano Castro, quien lo derrota en las acciones de Táriba y El Topón (mayo de 1892).
Fue Comandante del tercer regimiento en 1893, y es nombrado ese mismo año como Comandante de armas del Gran Estado los Andes. Desde 1893 hasta 1894 es representante del Gobierno Nacional para la circunscripción civil y militar de Mérida y del Táchira y jefe de la frontera. Aunque estuvo opuesto a su candidatura presidencial, defiende el gobierno del Presidente Ignacio Andrade contra la invasión de Carlos Rangel Garbiras (junio 1898).

## Últimos años
Presidente del Gran Estado los Andes en 1898, y presidente provisional del Estado Táchira en 1899, combate la Revolución Restauradora promovida por Cipriano Castro, su irreconciliable enemigo político, es derrotado en la Batalla de El Zumbador (11 de junio de 1899), donde resultó gravemente herido. Finalizó su carrera militar participando en la Revolución Libertadora (1901-1903). En 1936, poco antes de morir, fue designado Presidente honorario del Partido Liberal del Táchira.